# Ramnagari
Ramnagari (en népalais : रामनगरी) est un comité de développement villageois du Népal situé dans le district de Parsa. Au recensement de 2011, il comptait 3 333 habitants.